# Roberto Silvestri
Roberto Silvestri (Lecce, 16 agosto 1950) è un giornalista e critico cinematografico italiano.
È stato il responsabile di Alias, supplemento di cultura e spettacoli de il manifesto, il critico cinematografico del "quotidiano comunista" dal 1976 al 2012 ed è una delle voci di Hollywood Party, trasmissione di cinema su Radio Tre.

## Biografia
Studi classici, è alla facoltà di filosofia di Roma dal 1969. Alla fine degli anni settanta inizia a scrivere per il manifesto, diventando un noto critico cinematografico del giornale. Contemporaneamente è tra i fondatori del cineclub "Il Politecnico" e tra i responsabili della rassegna estiva "Massenzio", sostenuta da Renato Nicolini, esprimendo una sua visione molto personale del rapporto cinema-mondo.

Collabora con Adriano Aprà, Enzo Ungari, Enrico Ghezzi, Stefano Della Casa e altri, e opera come organizzatore di rassegne e festival sulle tracce elaborate teoricamente da Alberto Abruzzese. È stato tra i responsabili di "Riminicinema" e di "Anteprima per il cinema italiano" a Bellaria ed è stato il Direttore del "Festival Cinema e Mezzogiorno d'Europa" (Lecce), "Inverso Sud" (Aversa), "Sulmonacinema Film Festival" e delle prime due edizioni di "Ca'Foscari Short Film Festival" (Venezia).
Nel 2013 ha pubblicato per Einaudi il libro scritto con Mariuccia Ciotta, Il CiottaSilvestri, Cinema - film e generi che hanno fatto la storia. . Ha insegnato critica cinematografica al Dams del Salento di Lecce.

## Opere principali
- Da Hollywood a Cartoonia (con Mariuccia Ciotta), Roma, Manifestolibri, 1994
- Macchine da presa, Roma, minimum fax, 1996
- Il CiottaSilvestri - Cinema, film e generi che hanno fatto la storia, Torino, Einaudi, 2012 (con Mariuccia Ciotta), Torino, Einaudi, 2008
- Il film del secolo, Milano, Bompiani, 2013 (con Mariuccia Ciotta e Rossana Rossanda)
- Bambole perverse, le ribelli che sconvolsero Hollywood, Milano, La Nave di Teseo, 2018 (con Mariuccia Ciotta)
- Spettri di Clint. L'America del mito nell'opera di Eastwood, Milano, La Nave di Teseo, 2023 (con Mariuccia Ciotta)